# 単相2線式

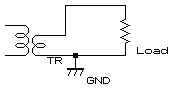
単相2線式配電線

一般的な家庭用100Vコンセント（JIS C 8303 2極コンセント 15A 125V）平行型

単相2線式（たんそうにせんしき）とは、単相交流電力を電圧線1本・接地され無電圧の線1本、計2本の電線・ケーブルを用いて供給する低圧配電方式である。「単二」「単2」と通称される。

## 特徴
交流電源に電圧線と接地線の2線をつないだ方式。単相3線式に比べ、同じ電力を送るために必要な電線質量が多くなるので、ごく小容量の構内配線・引込み線のみに使用される。

## 採用例
日本では明治20年代に東京電灯や大阪電灯が交流配電を開始し、動力は3kV三相3線式、電灯は2kV単相2線式だった。1980年代までの一般家庭ではこの方式で引き込みされている事が多かったが、30Aまでしか引き込めない為、1990年代以降の家庭では単相3線式で引き込みされていることが多い。
アメリカ合衆国では一般需要家に対しては単相3線式が一般的であるが、一部の家庭用需要家では単相2線式（120V）も採用されている。
ベトナムでも採用されており、受電方式は単相2線式または三相4線式（配電電圧は50Hz、220/380V）である。